# Ninja
Ninja hay đọc theo cách đọc của Từ Hán-Việt là nhẫn giả (Nhật: 忍者) hoặc shinobi (Nhật: 忍び) là danh xưng để chỉ những cá nhân hay tổ chức gián điệp hoặc lính đánh thuê chuyên về hoạt động bí mật dưới thời phong kiến Nhật Bản về nghệ thuật không chính thống của chiến tranh từ thời kỳ Kamakura đến thời kỳ Edo. Nhiệm vụ của ninja bao gồm: gián điệp, bảo vệ, phá hoại, xâm nhập, ám sát, thậm chí có thể tham gia tập kích đối phương trong một vài trường hợp nhất định. Các ninja, khác với samurai vốn có những quy định nghiêm ngặt về danh dự và chiến đấu, lại thường thiên về các thủ đoạn không quy ước và bí mật. Tuy vậy một số ninja cũng là samurai hoặc cựu samurai trung thành với các shōgun hay lãnh chúa. Nhà sử học quân sự Hanawa Hokinoichi đã viết về Ninja trong cuốn Buke Myōmokushō của mình:
| “ | Họ ngụy trang ở bất cứ các khu vực lãnh thổ của đối phương để đánh giá tình hình của địch, họ sẽ dụ dỗ bằng cách riêng của mình, tiến vào giữa đối phương để phát hiện ra những khoảng trống và xâm nhập vào lâu đài của đối phương để phóng hỏa, ám sát hay theo dõi bí mật. | ” |

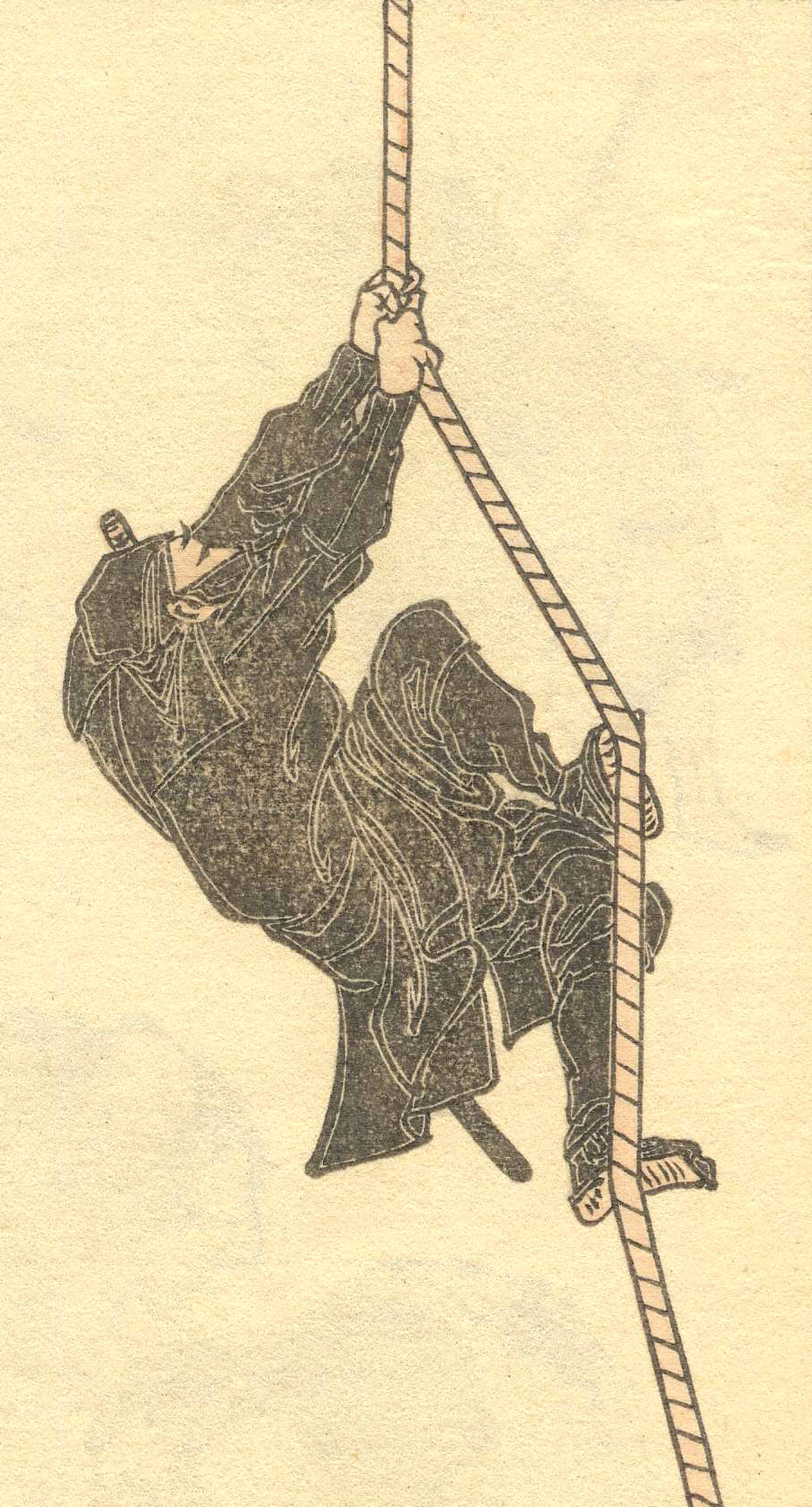
Một hình ảnh ninja thường thấy trong văn hóa đại chúng

Nguồn gốc của các ninja khó có thể xác định, nhưng có thể được phỏng đoán được rằng, họ xuất hiện vào khoảng thế kỷ XIV. Tuy nhiên, những tiền đề để ninja có thể đã tồn tại xuất hiện sớm nhất vào cuối thời kỳ Heian  và đầu thời kỳ Kamakura. Có rất ít hồ sơ bằng văn bản tồn tại đến từng chi tiết hoạt động của ninja.
Do đặc thù của mình, ninja thường bị bao phủ bởi bức màn bí mật, nên có rất ít tài liệu ghi nhận. Hầu hết các kỹ thuật của ninja cổ xưa đều bị thất truyền, nhưng rất nhiều các tổ chức vũ trang đặc biệt của quân đội và cảnh sát của nhiều quốc gia trong quá khứ và hiện tại vẫn duy trì huấn luyện các kỹ thuật tương đồng với các ninja trong những nhiệm vụ đặc biệt hoặc bí mật như SWAT, biệt kích, Lính đánh thuê,...

## Từ nguyên
"Ninja" là cách đọc on'yomi của hai chữ 忍者 - "nhẫn giả". Trong cách đọc kun'yomi, nó được phát âm là shinobi-mono (Hiragana: しのびもの), thường được rút gọn lại thành shinobi. Nghĩa của "nhẫn giả" trong tiếng Nhật có chút khác biệt so với nghĩa gốc Hán. Trong nghĩa gốc Hán, 忍 "nhẫn" có nghĩa là "kiên nhẫn, nhẫn nhịn", nhưng trong tiếng Nhật nó lại có nghĩa là "ẩn nấp". Còn 者 "giả" (người, như "khán giả, độc giả, thính giả"), trong tiếng Nhật có cả nghĩa là "người" hoặc "tổ chức".
Ban đầu, từ "ninja" không được sử dụng phổ biến, mà do đặc thù bí mật và tính ngôn ngữ địa phương, rất nhiều các danh xưng khác nhau để mô tả những gì mà sau này được gọi là ninja, như:
- Monomi (物見, ものみ)
- Ukagami (伺見, うかがみ)
- Rappa (乱破, らっぱ)
- Dakkou (奪口, だっこう)
- Kusa (草, くさ)
- Nokisaru (軒猿, のきさる)
- Kamari (屈, かまり)
- Kanshi (間士, かんし)
- Ninjutsu tsukai (忍術使い)
- Onmitsu (隠密)
- Shinobi (忍び)

Trong số đó, "shinobi" là danh xưng được sử dụng nhiều nhất.
Danh từ shinobi, được viết thành "忍び", được ghi nhận xuất hiện từ thế kỷ thứ VIII, trong các bài thơ của Man'yōshū.
Shinobi được dùng để chỉ cho nam giới lẫn nữ giới. Tuy vậy, các shinobi nữ còn được gọi là kunoichi (くノ一, "ku" viết theo hiragana, "no" viết theo katakana, "ichi" viết bằng chữ "nhất" của kanji), mà các ký tự của nó được cho là hình thành từ ba nét trong chữ "nữ" (女) trong kanji.
Khi người Phương Tây bắt đầu tìm hiểu văn hóa Nhật Bản, nhất là từ sau Thế chiến thứ hai, họ thường dùng từ "ninja" do nó ngắn gọn, dễ nói, dễ nhớ hơn đối với người Phương Tây. Từ đó, danh xưng "ninja" trở nên phổ biến hơn cả ở Nhật Bản lẫn trên thế giới.

## Lịch sử

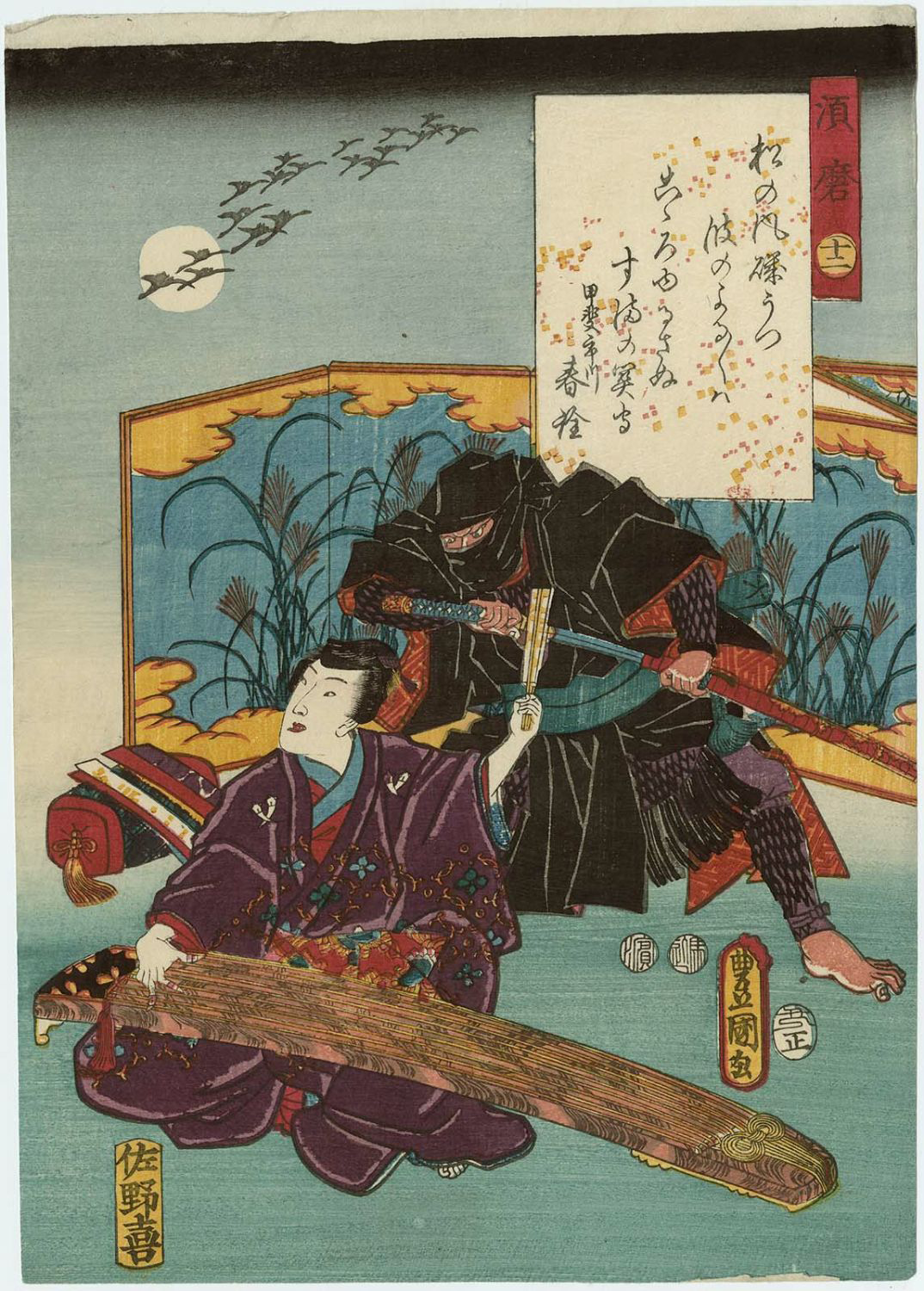
Hình vẽ một ninja đang ám sát Ashikaga Mitsuuji trong tác phẩm văn học Nise Murasaki inaka Genji. Minh họa bởi Kunisada, 1853.

Ninja còn được hiểu là những người sử dụng phép lẩn trốn (忍術, ninjutsu, nhẫn thuật). Điều này phản ảnh thực tế là các ninja chú trọng việc ngụy trang và lẩn trốn chứ không hiếu chiến.
Trong các tiểu thuyết, phim ảnh, ninja thường được mô tả là những người mặc đồ đen từ đầu đến chân, lưng mang đao, lợi dụng đêm tối để đột nhập vào căn cứ địch mà do thám hoặc tiến hành ám sát. Tuy nhiên, trang phục thực sự của các ninja là màu nâu sẫm. Có giả thuyết cho rằng những trang phục này có nguồn gốc từ trang phục đi săn của người dân vùng Nam tỉnh Shiga và Đông tỉnh Mie hiện nay.
Ninja thường sử dụng phi tiêu và đao để thực hiện sứ mệnh vì các loại vũ khí đó dễ mang theo, không nặng nề, dễ di chuyển và linh động. Đặc biệt ninja rất quả quyết và dũng cảm, họ luôn bàn tính kĩ trước khi hành động, khi nhiệm vụ thất bại, mỗi ninja phải tự kết liễu mạng sống của mình để tránh làm lộ bí mật của tổ chức.

## Các kỹ năng của Ninja
Trong phim ảnh, sách vở hay các tư liệu không chuyên, ta thường lầm tưởng Ninja là những người siêu nhân, có nhiều phép thần thông. Nhưng thực chất, họ chỉ là những chiến binh bình thường, được đào tạo huấn luyện các kỹ năng, tăng cường sức khỏe, sức chiến đấu, thuật ẩn náu... hơn hẳn những binh sĩ thường. Bên cạnh đó, họ thường hoạt động lén lút, thoắt ẩn thoắt hiện nên nhiều người thường siêu việt hóa hoạt động của họ.
1. Thuật phi thân: ninja thường tập luyện bằng cách nhảy qua các vật cản, từ thấp đến cao, ngày này qua ngày khác tạo nên sức bật, dẻo dai vượt trội hơn người , cộng thêm các kỹ thuật bám vịn điểm tựa, ván nhảy để vượt qua các vật cản không quá cao (tường tầm thấp, mái nhà...). Từ đó, hình thành huyền thoại ninja có khả năng nhảy cao.
2. Thuật ẩn nấp: ninja thường tính toán rất kĩ địa thế, thời điểm hoạt động. Cộng với trang phục và sử dụng vật liệu hóa trang hòa nhập với môi trường, họ có thể dễ dàng ẩn nấp thích ứng tốt với các địa hình (cây cỏ, núi, nước...). Do các kỹ thuật của ninja đều không phổ biến, nên được dân gian thêm thắt thành huyền thoại ninja có thể tàng hình.
3. Thuật dùng dụng cụ hỗ trợ: do đặc thù tác chiến đặc biệt, hầu hết phải hoạt động trong khu vực được bảo vệ nghiêm ngặt của đối phương, các ninja thường phải dùng rất nhiều các công cụ để hỗ trợ việc thâm nhập. Do phải mang vác, nên hầu hết các công cụ hỗ trợ phải gọn nhẹ và hầu hết là thô sơ, đòi hỏi phải có khả năng sử dụng nhiều mục đích khác nhau và phải được tập luyện thành thục. Như các kỹ thuật, dây thừng đầu có móc sắt/móc ghim (hình dạng bàn tay) để phóng chặt vào 1 điểm cao (bằng gỗ, tường đất...) và leo lên. Kỹ năng này yêu cầu phải nhanh gọn và cũng phải được tập luyện nhiều.

## Các kỹ năng tiêu biểu khác mà 1 ninja phải thuần thục
1. Kỹ năng sử dụng vũ khí cận chiến lẫn tầm xa : đao, kiếm, đao ngắn, dao găm, cung tên, phi tiêu các loại... và kể cả biến những vật bình thường thành vũ khí. Yêu cầu tiên quyết là giải quyết dứt điểm mục tiêu nhanh gọn và gây ra ít tiếng động
2. Kỹ năng sử dụng vật liệu nổ: gây cháy, gây độc, gây khói, gây choáng
3. Kỹ năng lợi dụng địa hình, địa vật, cấu trúc nhà cửa, trần nhà... để ẩn nấp hay bám trụ bất động ở đó trong một thời gian lâu, chờ thời cơ
4. Kỹ năng xử lý tình huống: có thể sử dụng bất kì vũ khí, vật dụng trong tay để tiêu diệt đối phương, gây ít tiếng động để trốn thoát, lẩn trốn nhanh.
5. Kỹ năng điều nghiên, trinh sát khu vực sắp thực hiện nhiệm vụ
6. Tinh thần dũng cảm, bất khuất của võ sĩ đạo: quyết thực hiện nhiệm vụ tới cùng, tự sát để không lộ bí mật, bảo vệ tư cách và danh dự
7, Kỹ năng sinh tồn, ứng biến và thích nghi trong nhiều tình huống

## Các shinobi nổi tiếng của Nhật Bản
- Hattori Hanzō, một ninja - samurai trứ danh phái Iga phục vụ dưới Tokugawa Ieyasu.
- Kōzuki Sasuke, một ninja có thật và là nguyên gốc của ninja giả tưởng Sarutobi Sasuke, ông được cho là làm việc dưới trướng Sanada Yukimura.
- Fūma Kotarō, ninja được đặt giả thuyết là đã ám sát Hattori Hanzō và cũng là người đứng đầu phái Fūma.
- Katō Danzō, một ninja nổi danh với biệt hiệu "Kato Bay". Ông bị nghi là gián điệp hai mang nên đã bị ra lệnh chặt đầu bởi Takeda Shingen.
- Ishikawa Goemon, một ninja đạo chích "cướp của người giàu, chia cho người nghèo". Sau khi ám sát Toyotomi Hideyoshi không thành công, ông cùng con trai bị xử tử bằng cách nấu chín trong nồi dầu.
- Ōishi Yoshio , hay còn gọi là Kuranosuke Ōishi một rōnin và là người đứng đầu 47 lãng khách. Tuy không dược biết đến là ninja, 47 rōnin đã thu thập thông tin, cải trang, đột kích và ám sát Yoshinaka Kira để trả thù cho chủ nhân của mình.
- Momochi Sandayū, được mệnh danh một trong ba ninja đứng đầu vĩ đại nhất của lịch sử phái Iga. Ông được cho là biến mất khi Oda Nobunaga càn quét Iga và tàn sát nơi này.
- Kunimitsu Hino, hay còn có biệt danh là Kumawakamaru, là 1 trong những ninja đầu tiên được biết đến trong sử sách.
- Mochizuki Chiyome, là một nữ ninja, nhà thơ, kỹ nữ phụng sự gia tộc Takeda. Bà là hậu duệ phái Kōga.
- Yagyū Muneyoshi, là một ninja, samurai và bậc thầy kiếm thuật thuộc phái kiếm Shinkage-ryū.
- Kirigakure Saizō, hay còn được biết đến là Kirigakure Shikaemon, cũng là một ninja được Tokugawa Ieyasu cử đi giết Toyotomi Hideyoshi bất thành nhưng khác với Ishikawa Goemon, ông được tha mạng. Trong truyền thuyết dân gian Nhật Bản, ông là ninja Iga và là thành viên của Thập Dũng Sanada cùng Sasuke.
- Suzuki Magoichi, một trong Saika và là lãnh đạo Saika Ikki. Ông là người đã hỗ trợ lực lượng tộc Hatakeyama chống lại Oda Nobunaga.
- Tateoka Doshun, là một ninja Iga, từng lãnh đạo 48 người cải trang thành lính địch sử dụng kỹ thuật tạo lồng đèn giả có huy hiệu địch và phóng hỏa lâu đài Sawayama.
- Sugitani Zenjūbō, được đặt giả thuyết là ninja Kōga, là người đã ám sát Oda Nobunaga bằng súng nhưng thất bại.

## Các tổ chức, môn phái, bộ tộc ninja nổi tiếng ở Nhật Bản
- Togakure-ryū - Môn phái ninjutsu được thành lập từ rất sớm (1161-1162). Togakure có nhẫn thuật được cho là bắt nguồn từ võ thuật của tu sĩ Trung Hoa. Cho đến ngày nay, vẫn có rất nhiều võ đường của Togakure-ryū còn tồn tại ở Nhật lẫn quốc tế.
- Kumogakure-ryū - Môn phái shinobi chuyên về "Hỏa Thuật" (kĩ thuật tạo lửa, phóng hỏa) và "Thể Thuật".
- Iga-ryū - Tộc (hay làng, phái) Iga là một trong những tổ chức ninja được biết đến rộng rãi nhất. Ninja của Iga tồn tại ít nhất là từ thế kỉ 15-16, bắt nguồn từ những nhóm cá nhân tự trị ở địa thế hiểm trở vùng tỉnh Iga. Iga-ryū có công lớn trong việc lật đổ Ashikaga Yoshihisa cũng như những chiến thắng của  Gia tộc Tokugawa.
- Kōga-ryū - Shinobi của Kōga (hay Kōka) là 1 tộc nhẫn giả lớn và được biết đến nhiều không kém cạnh Iga bao nhiêu. Ninja của Kōga nổi tiếng là đối thủ lẫn đồng minh lớn của Iga và cũng là nguồn gốc của nhiều nhẫn giả kiệt xuất. Họ bắt nguồn môn phái tại khu vực Kōga từ thế kỉ 15-16, cùng thời với ninja Iga.
- Fūma-ittō - Fūma là phái ninja lãnh đạo bởi Fūma Kotarō và phục vụ Gia tộc Hōjō, hoạt động mạnh vào thế kỉ 15-16. Sau cái chết của Kotarō, môn phái cũng không có động thái gì đáng chú ý về sau, dù đây có thể là do họ ẩn dật.
- Kishū-ryū - Kishū-ryū là môn phái võ thuật samurai, ninja thành lập bởi Natori Masatake, được cho là truyền nhân, hậu duệ của ninja Iga và samurai tộc Takeda. Môn phái này được cho là xuất phát từ vùng Kishū.
- Mitsumono - Mitsumono (còn gọi là Kai no shinobi hay ninja tộc Takeda) là tổ chức ninja, samurai được thành lập bởi Takeda Shingen ngụ ở vùng Kai.
- Saika Ikki - Saika hay Saiga là nhóm phiến quân, lính đánh thuê tập hợp nhiều tầng lớp khác nhau, họ có khiến thức về chế tạo và sử dụng súng, thuốc súng, rèn kim loại. Saika Ikki đã chống lại Oda Nobunaga trong thời loạn chiến.
- Oniwabanshū - Oniwabanshū là tổ chức ninja tình báo (còn gọi là onmitsu) của Tokugawa Yoshimune thành lập vào cuối thế kỉ 18. Nhiệm vụ của họ là nằm vùng và thu thập thông tin khắp cả nước và làm việc trung thành với shōgun.

## Vũ khí và các công cụ của Ninja

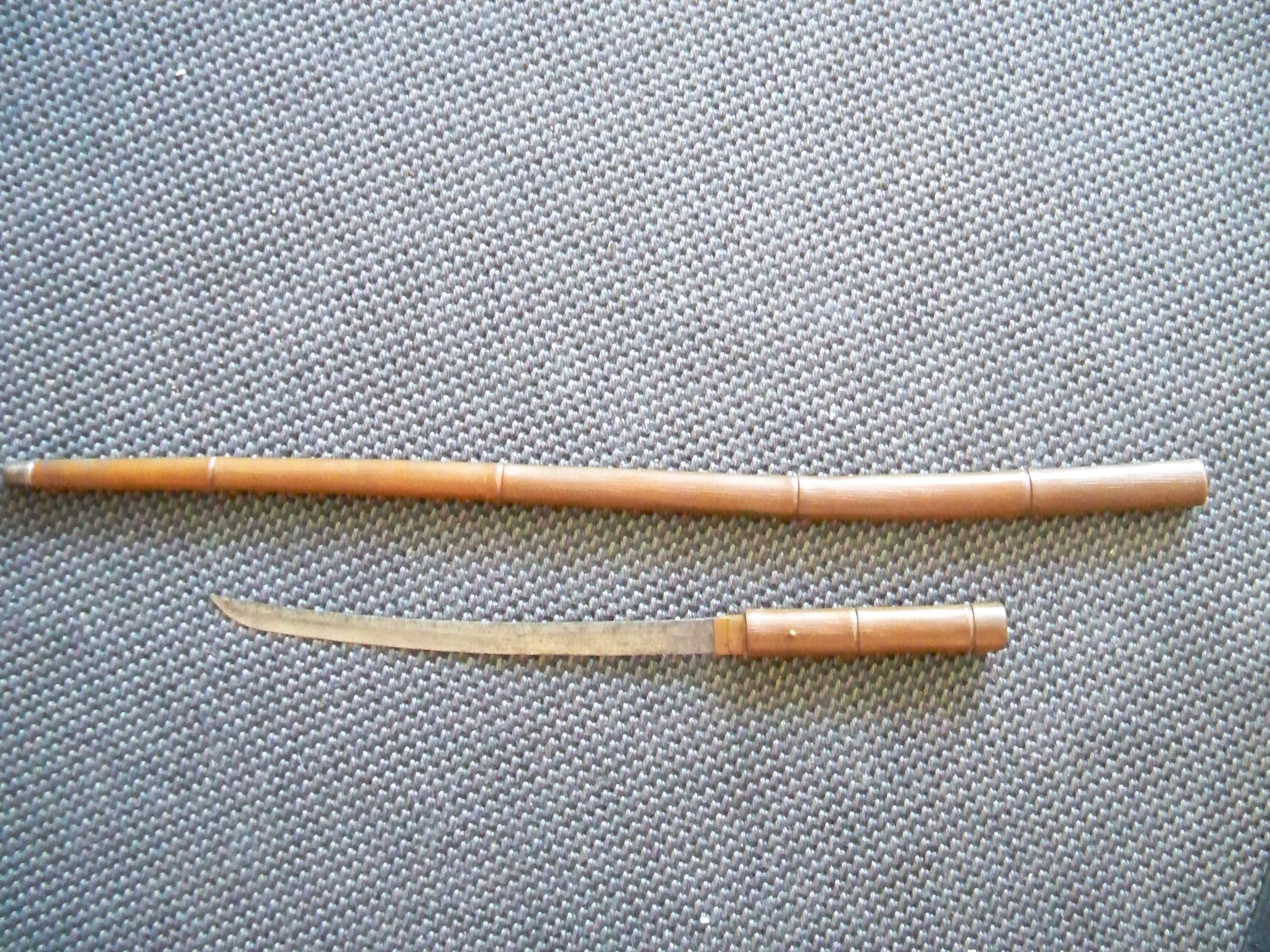
Shikomizue
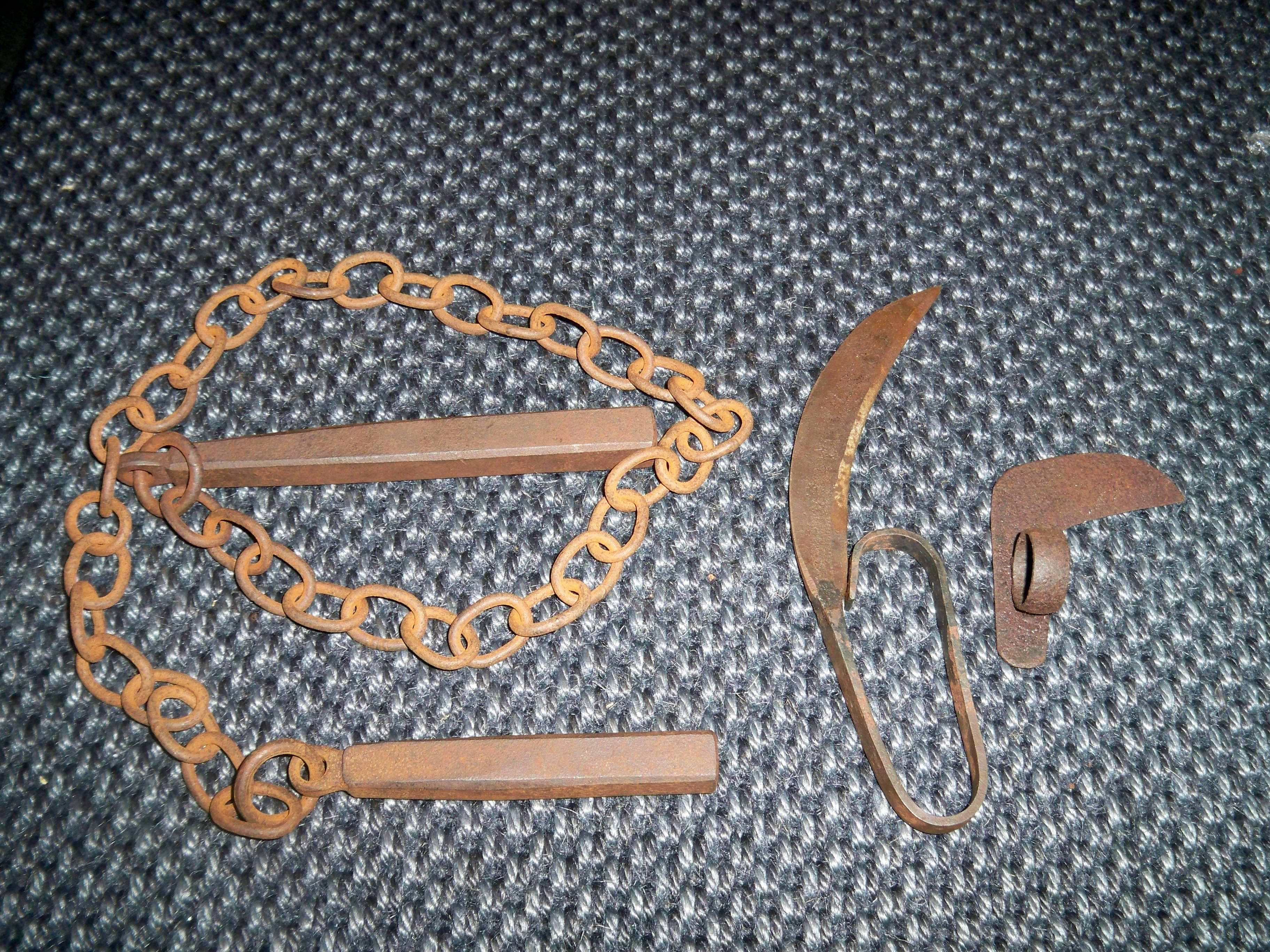
Manriki
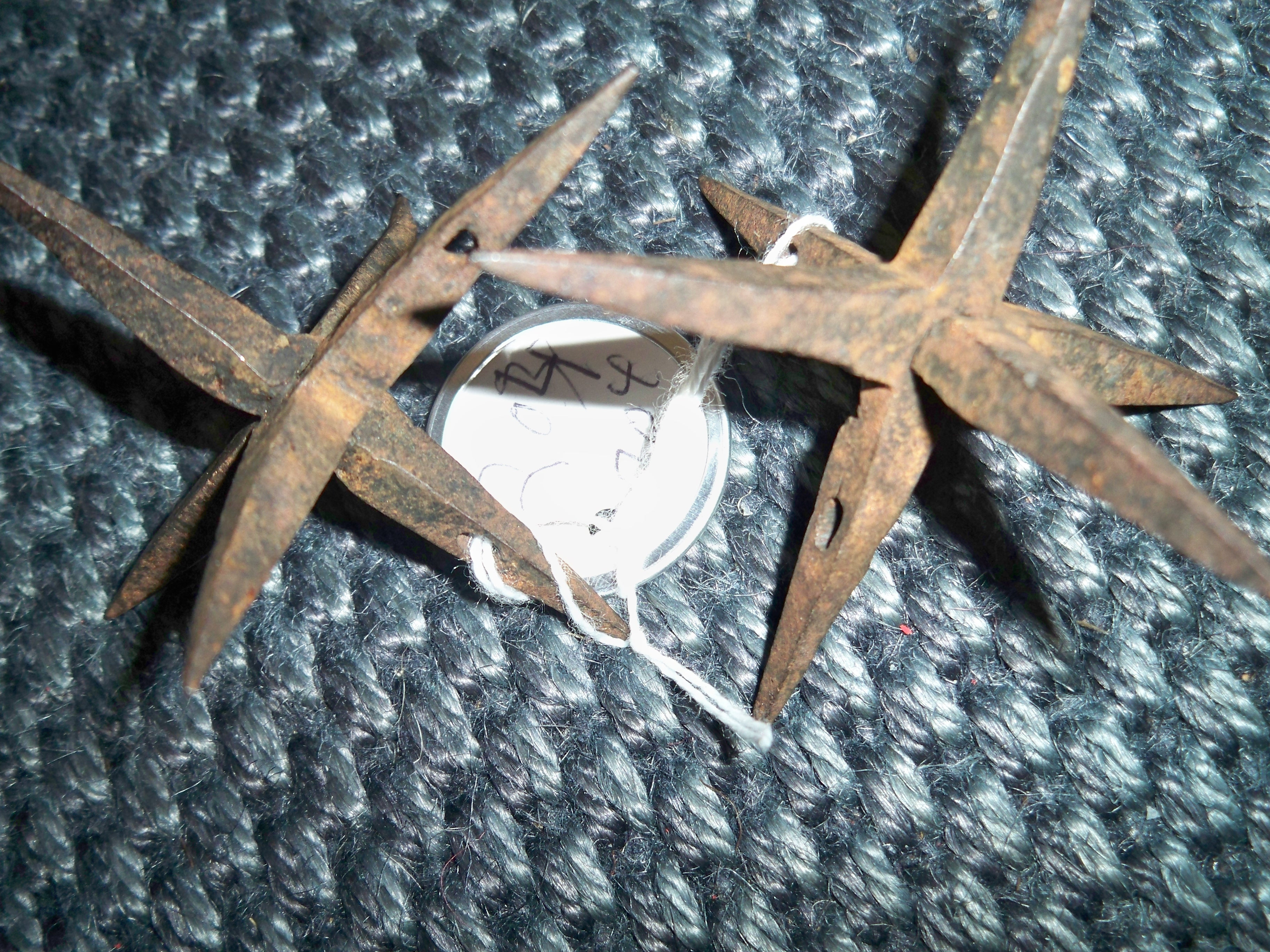
Makibishi
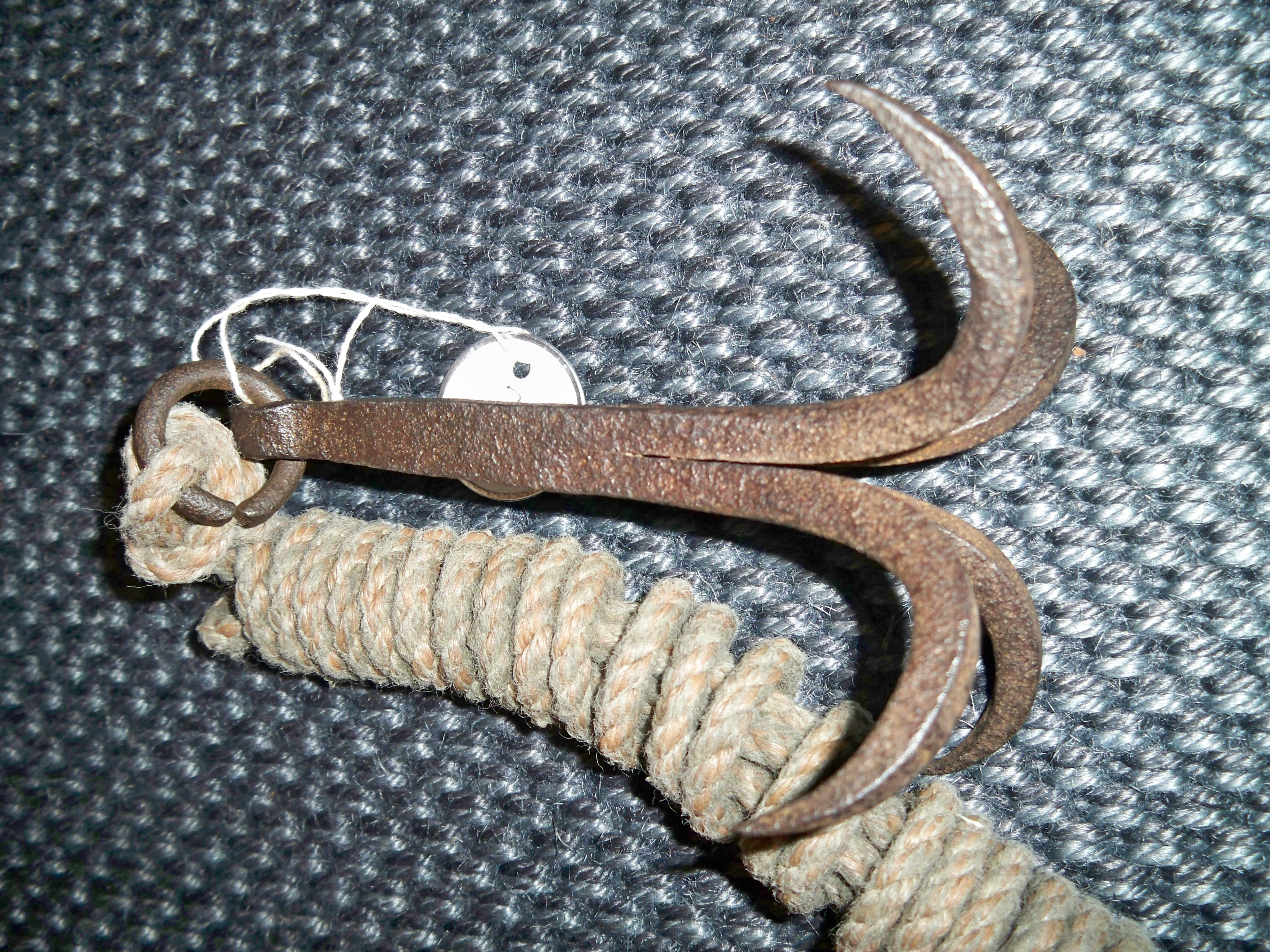
Kaginawa
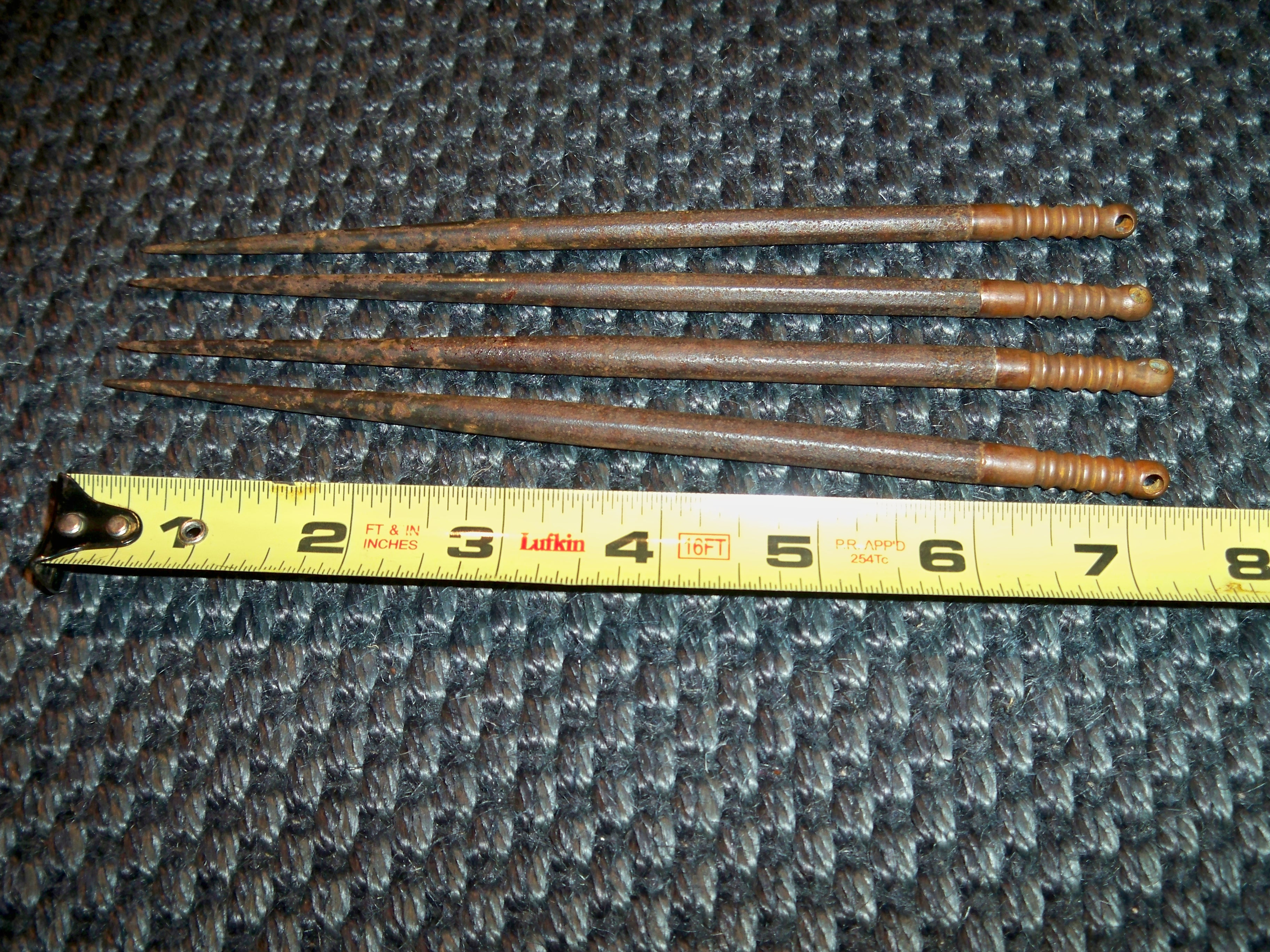
Bo-Shuriken
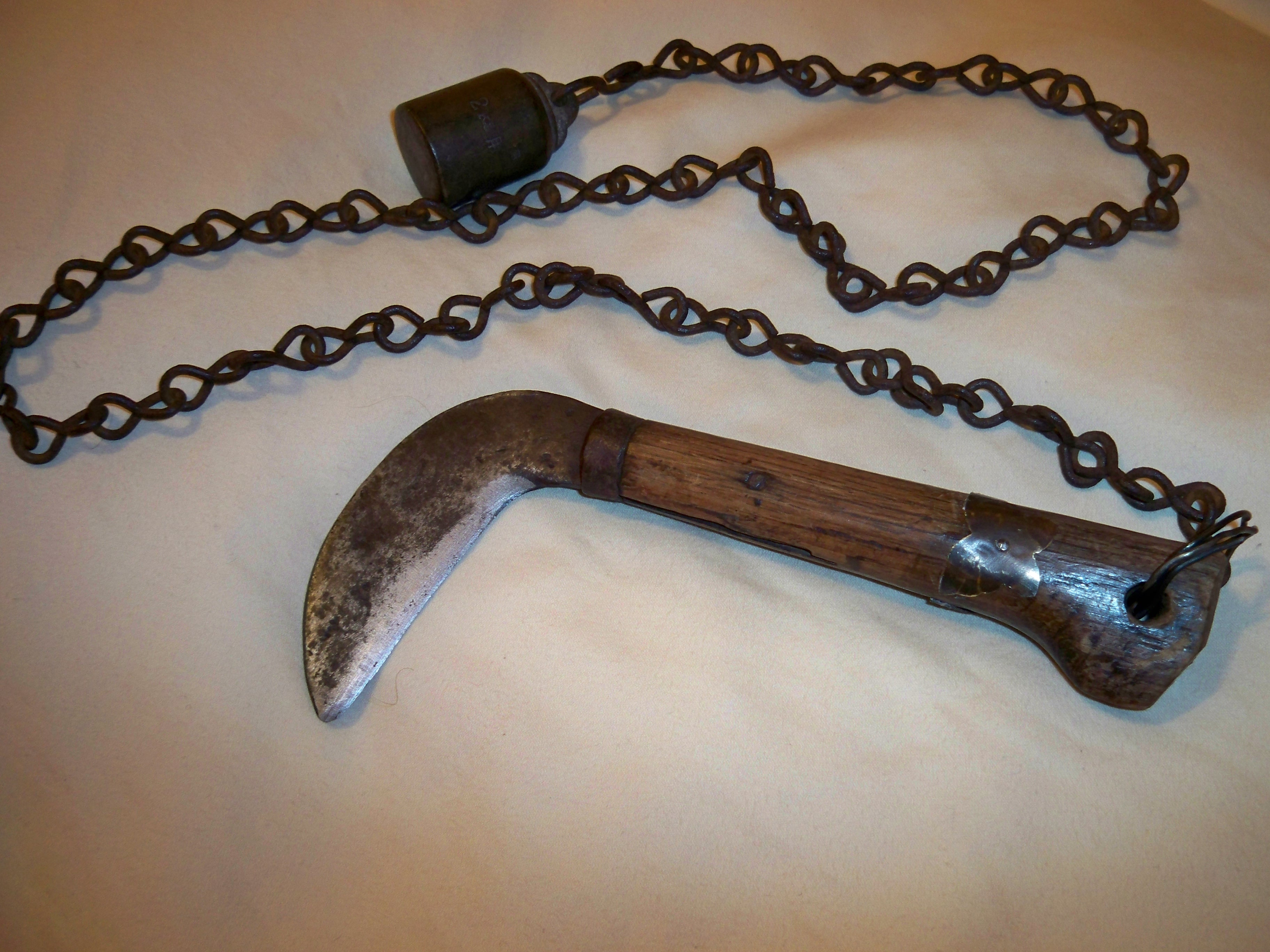
Kusarigama
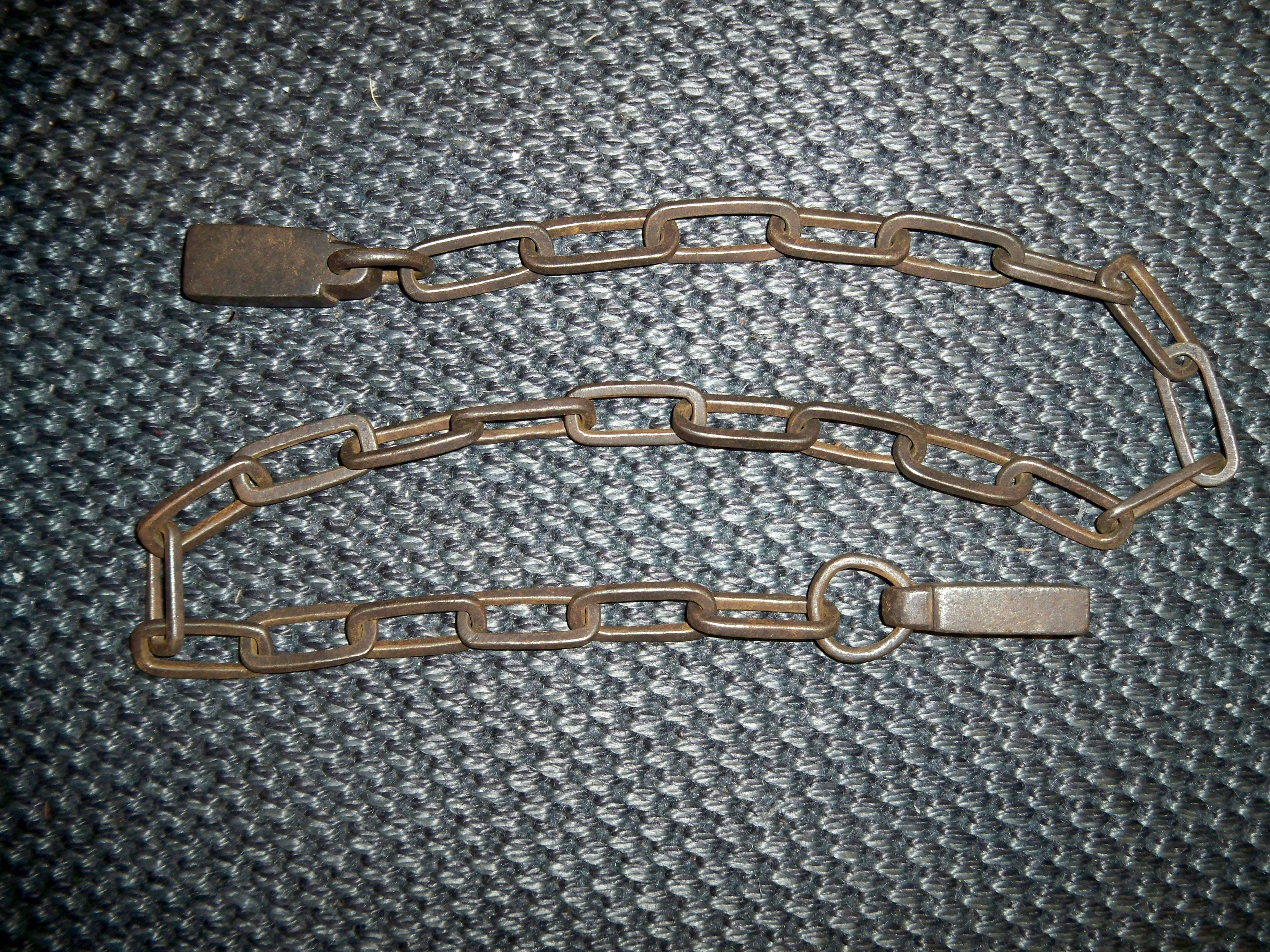
Manriki
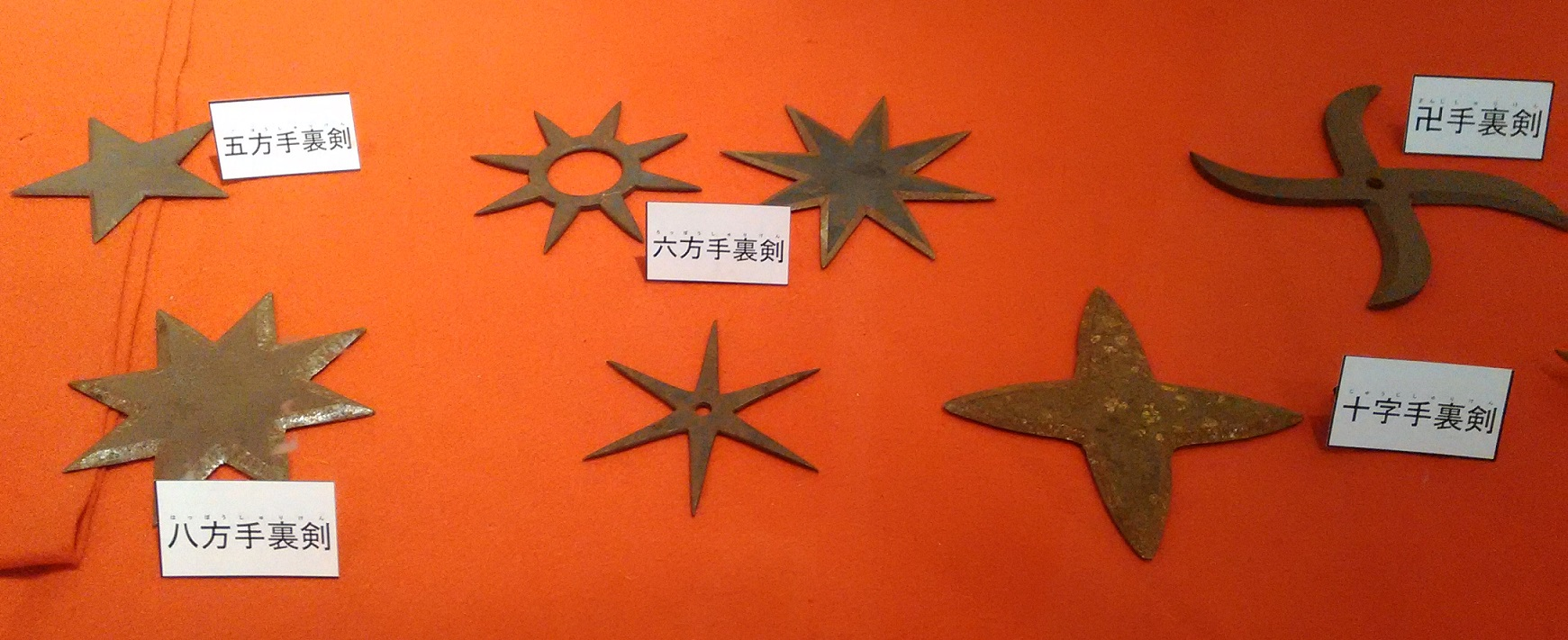
Shuriken
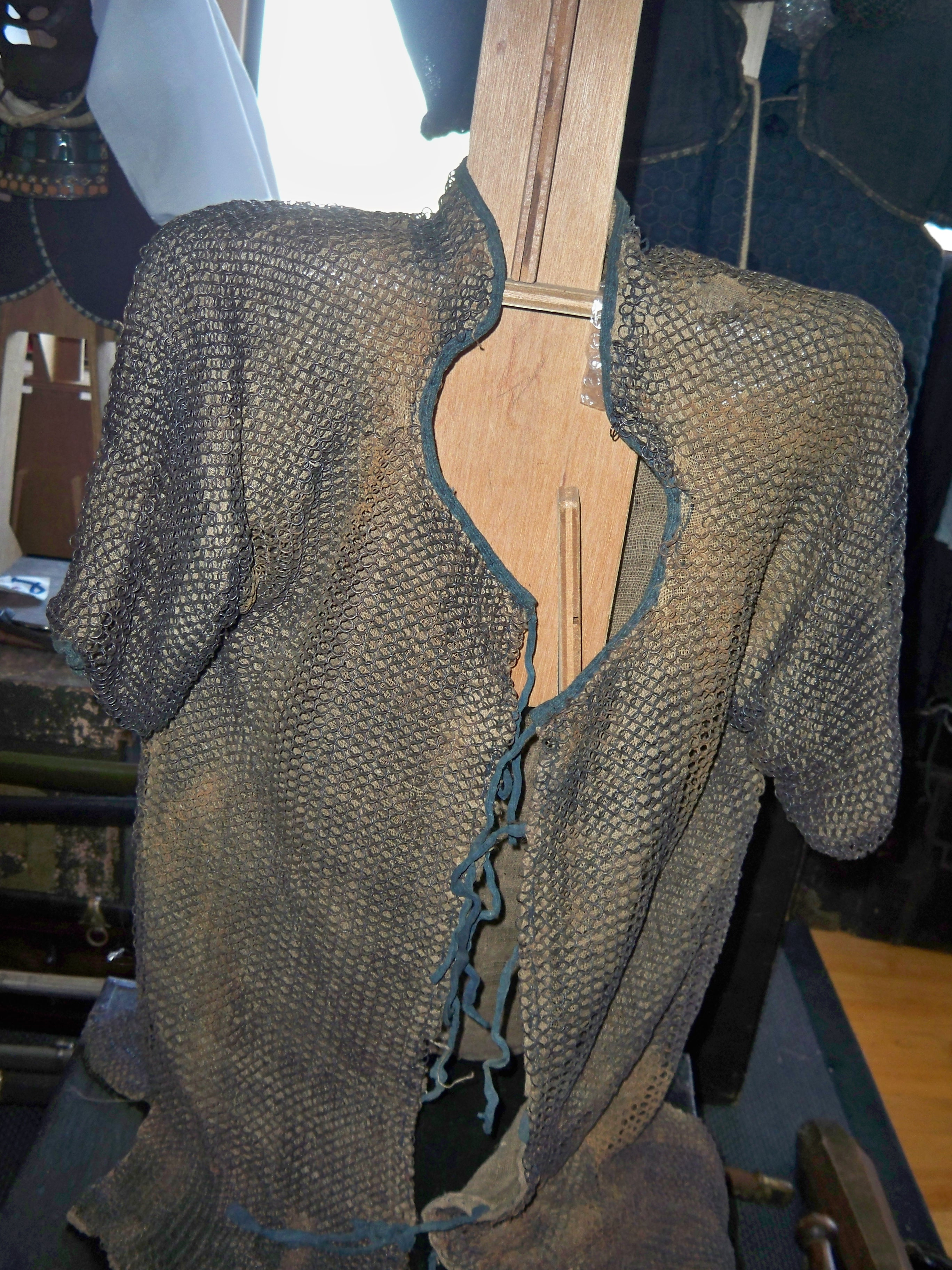
Kusari katabira
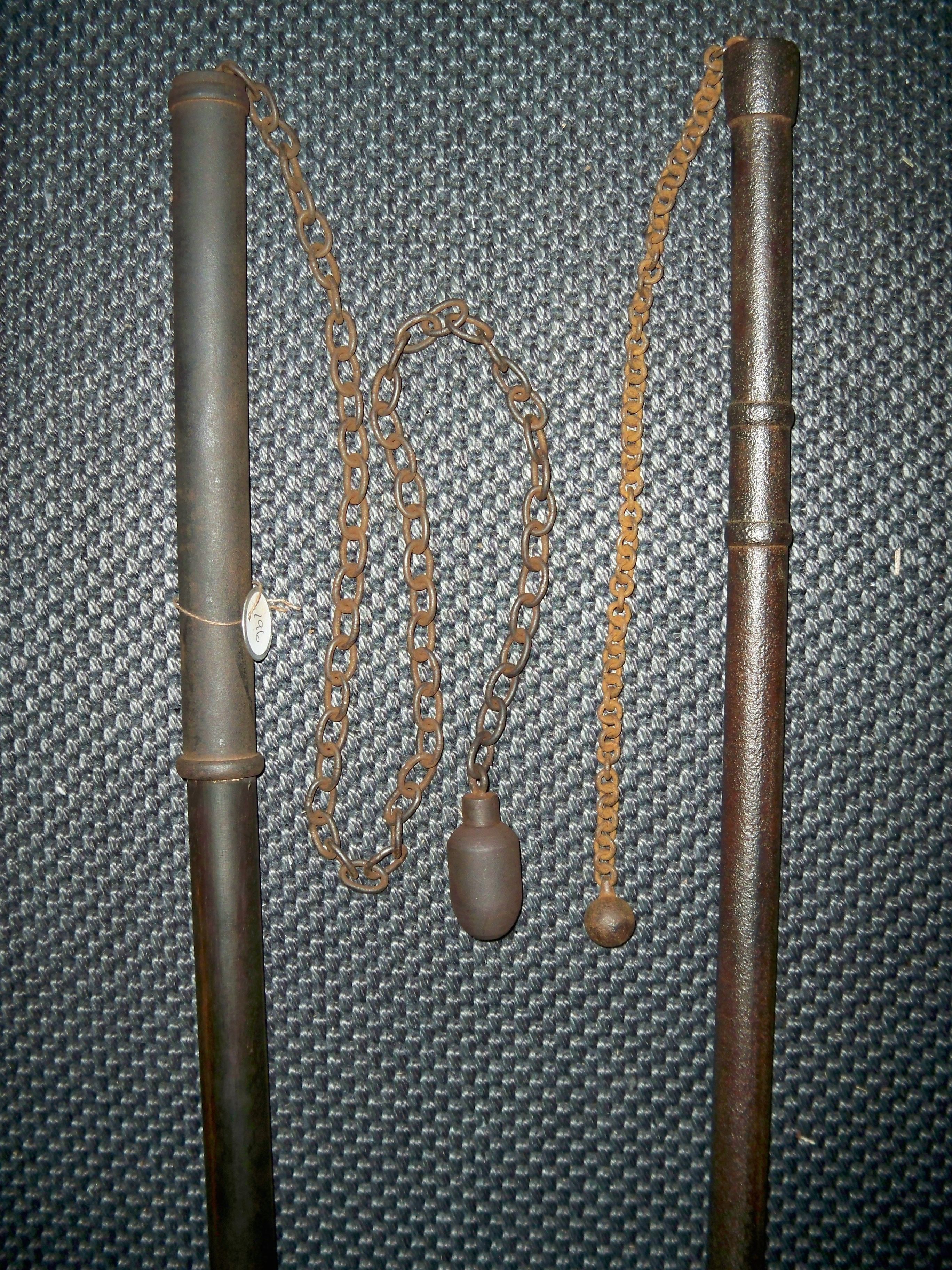
Chigriki
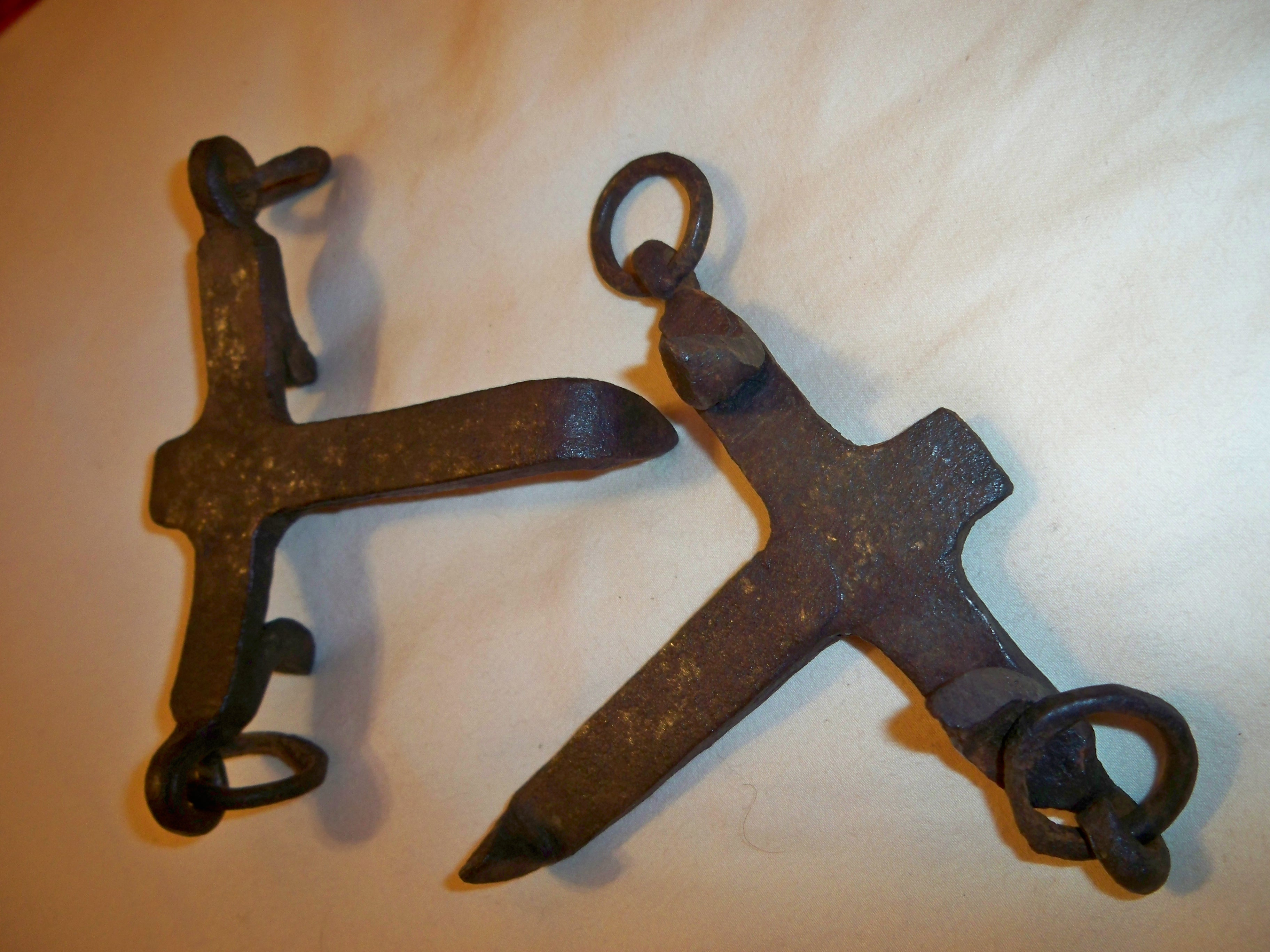
Ashiko
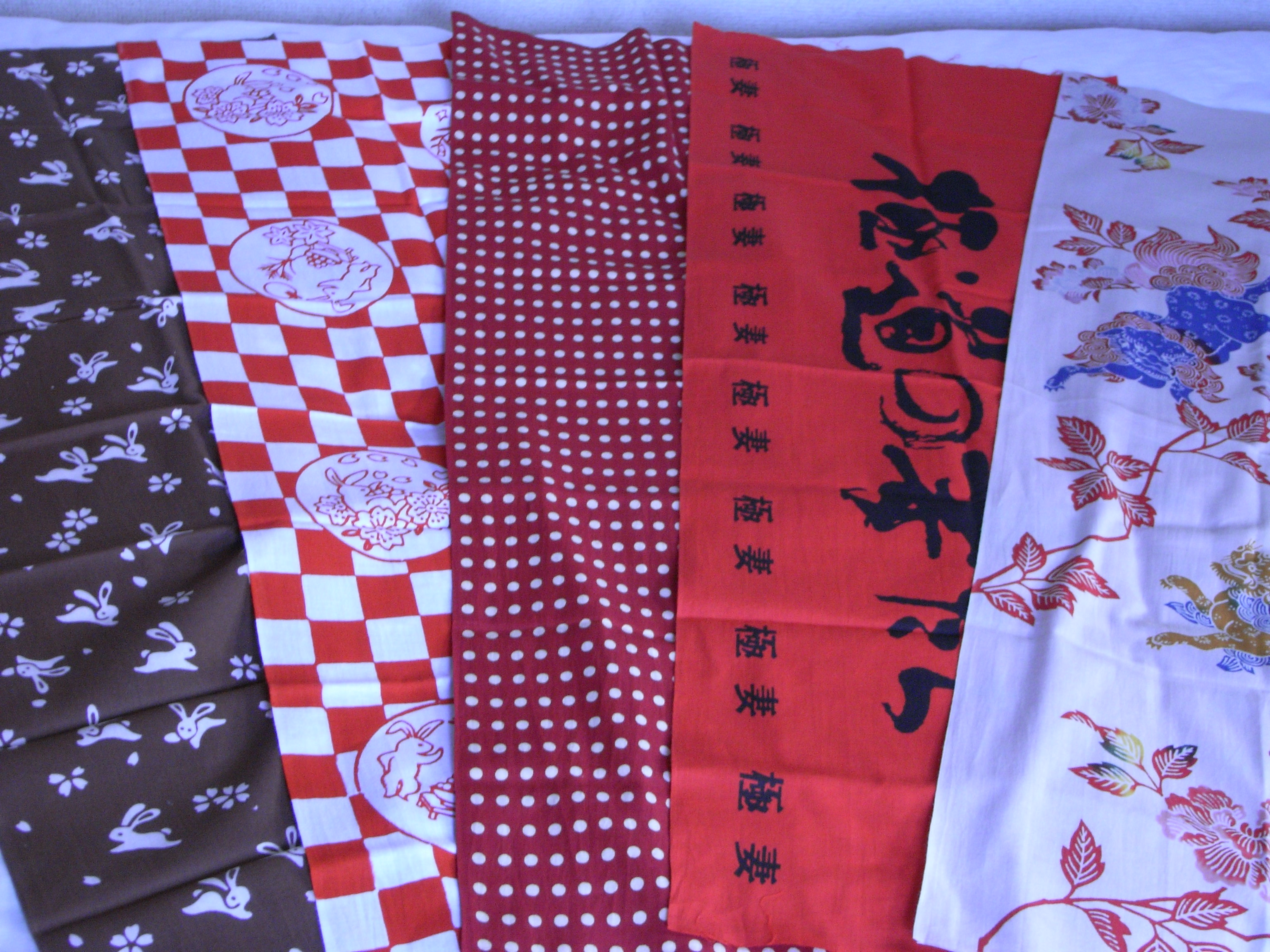
Tenugui
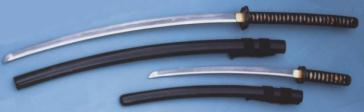
Katana
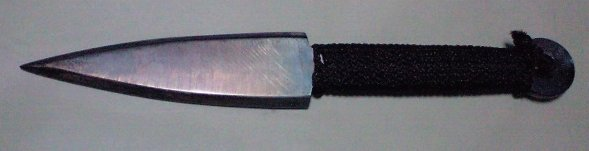
Kunai
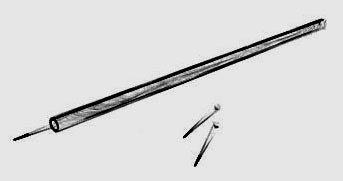
Fukiya
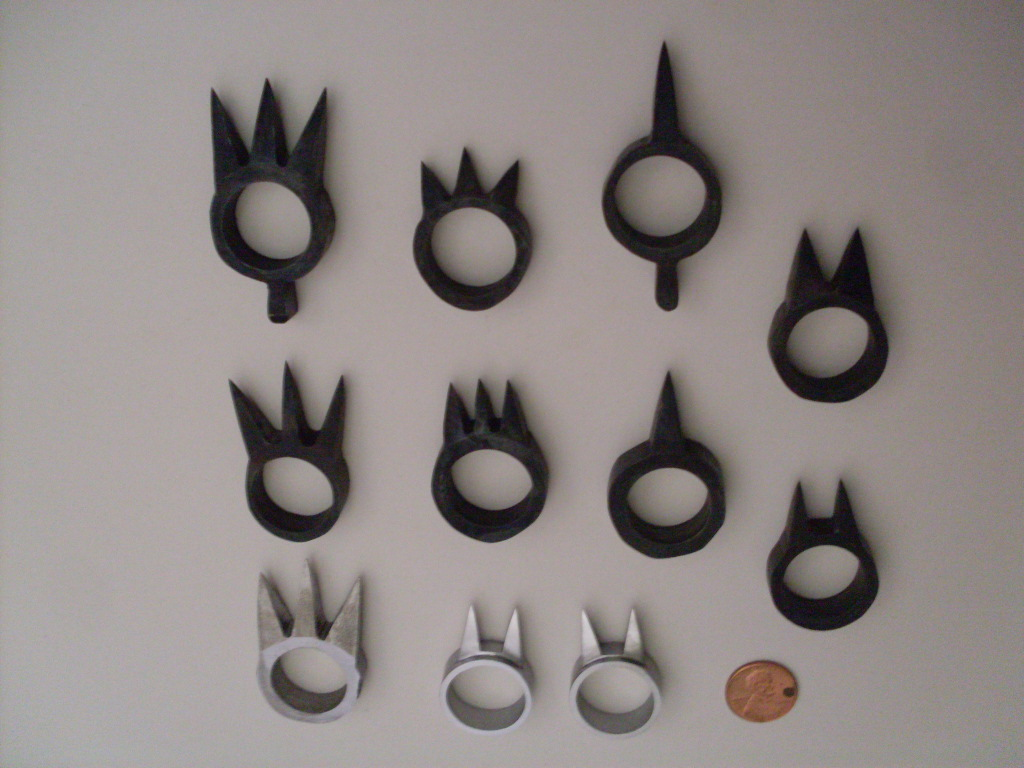
Kakute
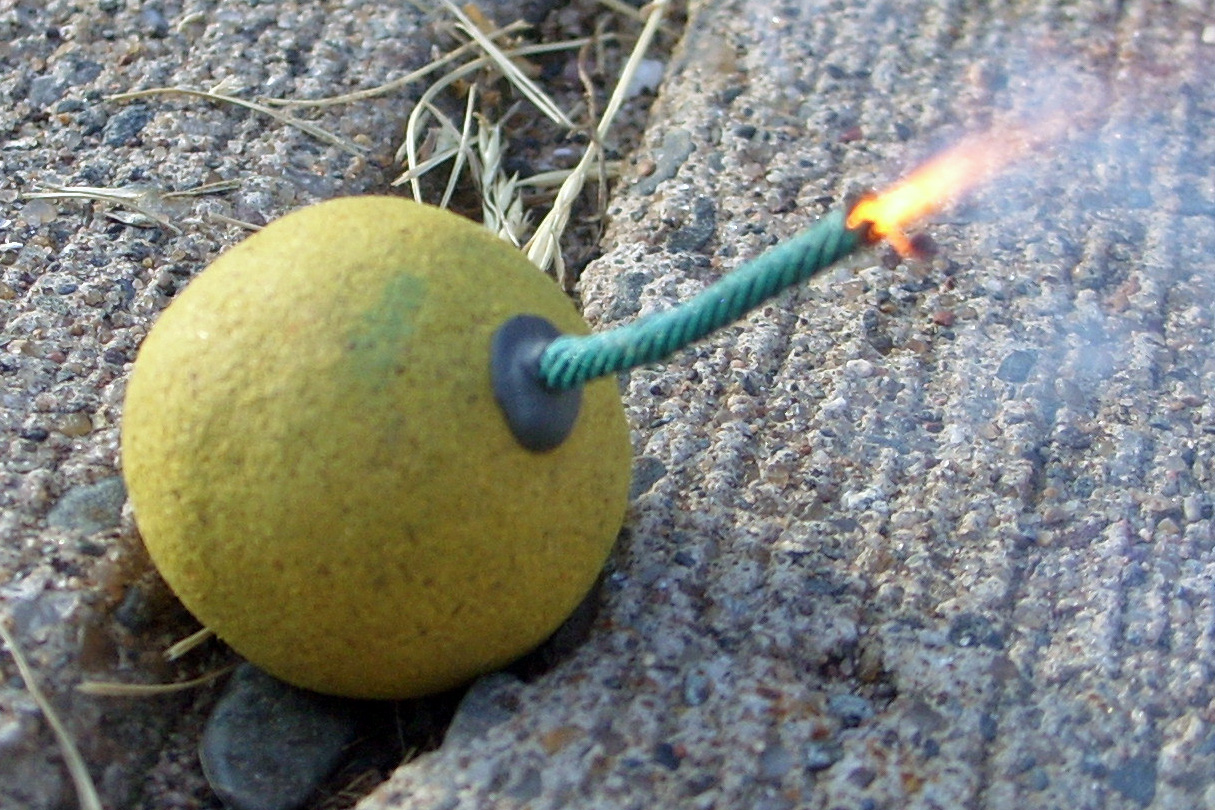
Houroku-Hiya
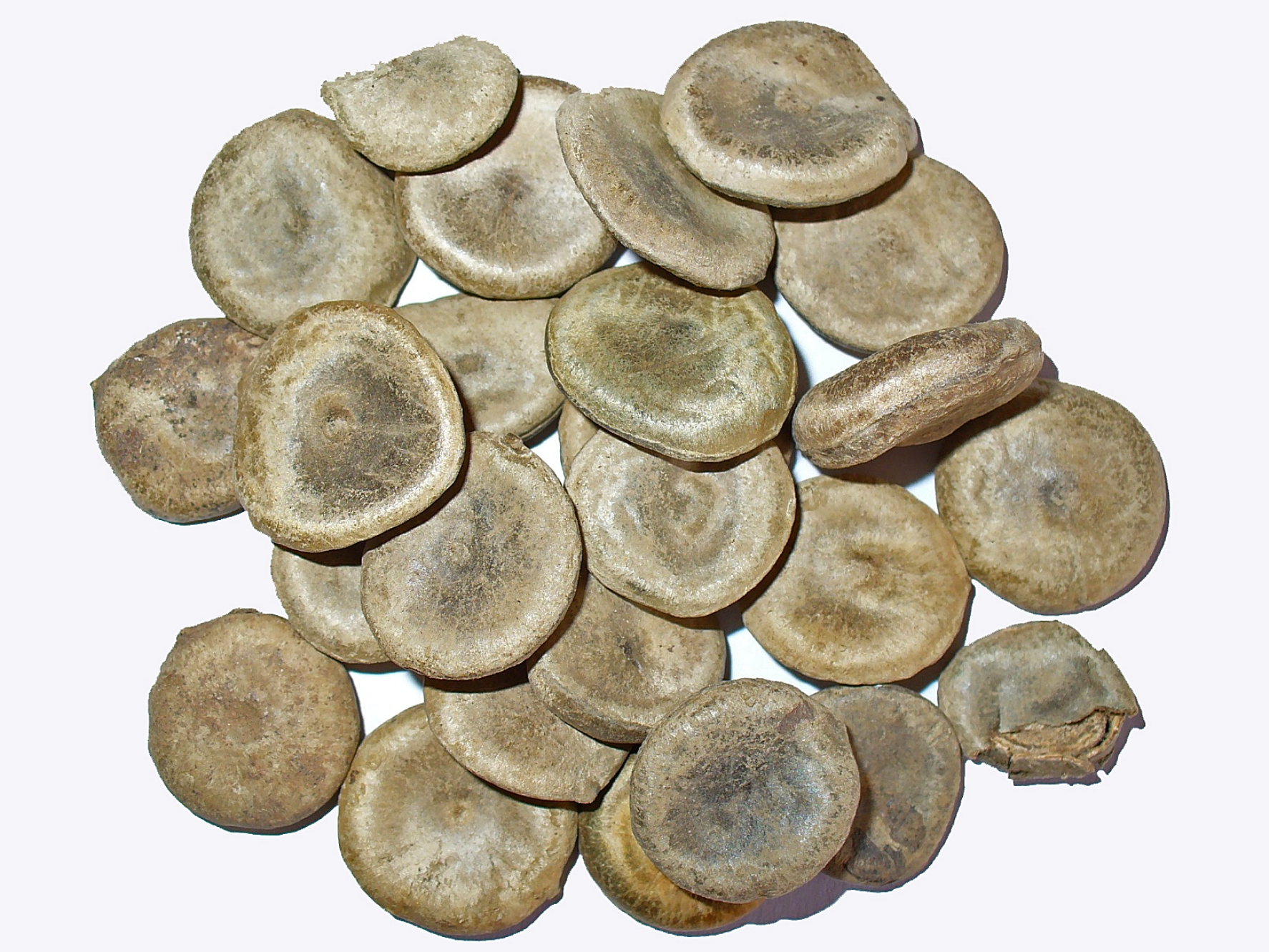
Độc cây mã tiền
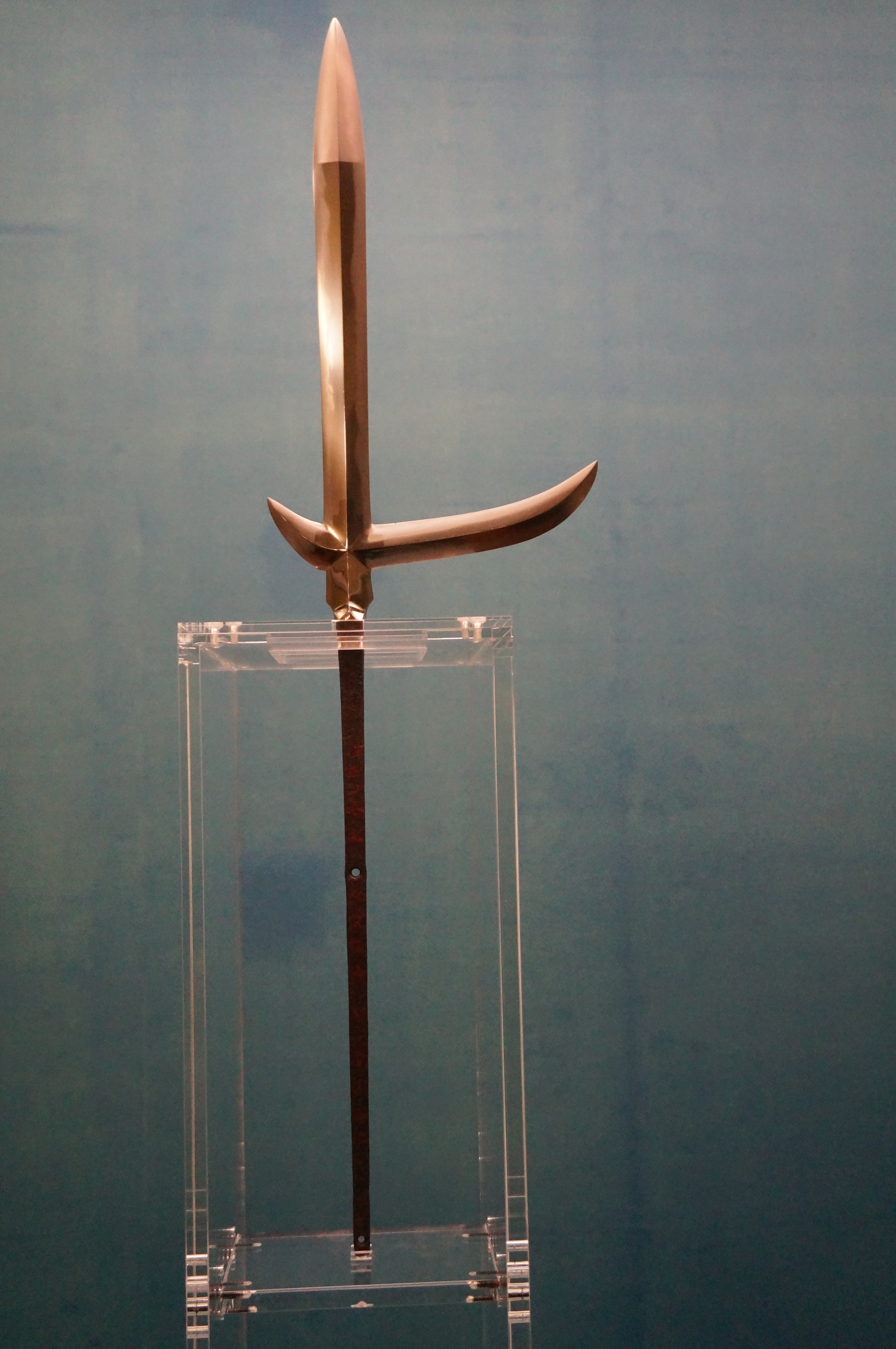
Yari
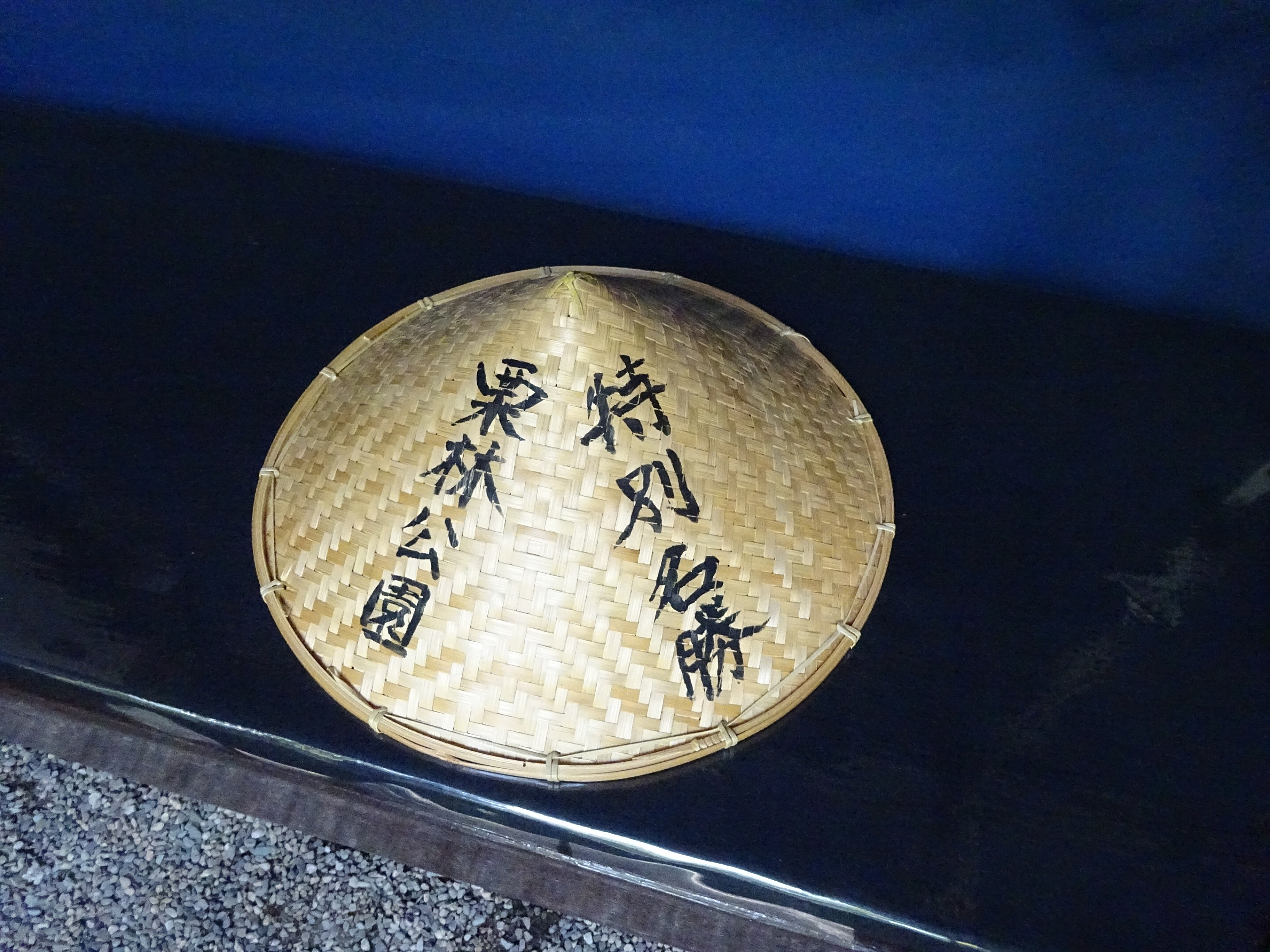
Amigasa
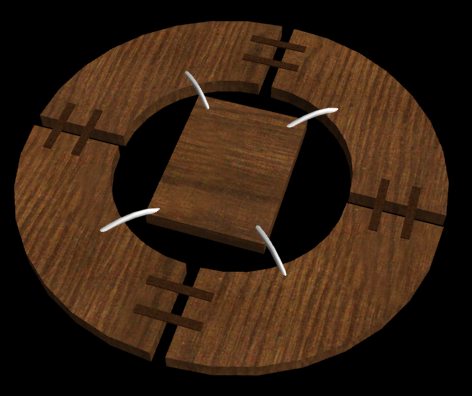
Mizugumo
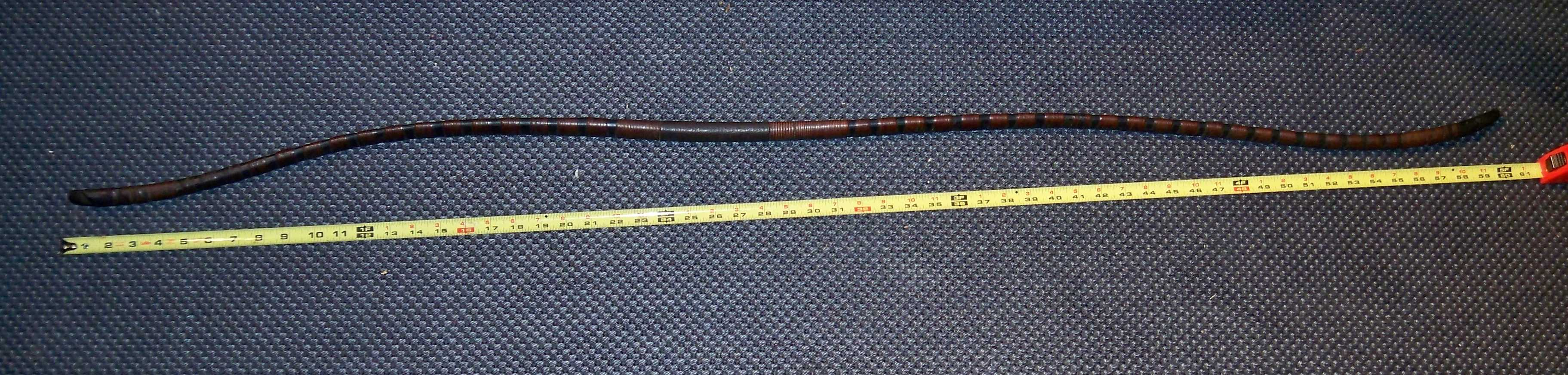
Yumi